# Tongjinpu (köpinghuvudort i Kina, Hunan Sheng, lat 29,54, long 110,97)
Tongjinpu (kinesiska: 通津铺, 通津铺镇) är en köpinghuvudort i Kina. Den ligger i provinsen Hunan, i den södra delen av landet, omkring 250 kilometer nordväst om provinshuvudstaden Changsha. Antalet invånare är 24 731. Befolkningen består av 12 110 kvinnor och 12 621 män. Barn under 15 år utgör 13,0 %, vuxna 15-64 år 74 %, och äldre över 65 år 12,0 %.
Runt Tongjinpu är det ganska tätbefolkat, med 166 invånare per kvadratkilometer. Närmaste större samhälle är Jiangya, 20,0 km väster om Tongjinpu. I omgivningarna runt Tongjinpu växer i huvudsak blandskog.
Genomsnittlig årsnederbörd är 1 751 millimeter. Den regnigaste månaden är maj, med i genomsnitt 282 mm nederbörd, och den torraste är december, med 30 mm nederbörd.